# Věra Kotasová-Kostruhová
Věra Kotasová-Kostruhová (* 14. července 1977, Československo) je česká horolezkyně, bouldristka a bývalá reprezentantka Českého horolezeckého svazu v závodním lezení. Dvojnásobná Mistryně České republiky v soutěžním lezení na obtížnost z let 2000 a 2001 a v boulderingu z let 2003 a 2008. Vítězka Českého poháru v soutěžním lezení na obtížnost v letech 1999 a 2000. Na českém boulderingovém závodě Mejcup konaném jednoročně v Brně vyhrála první ročník v roce 1996.
Jako česká závodní lezkyně drží dosud (2015) na světových závodech několik českých prvenství v disciplíně bouldering. Na světových závodech v lezení na obtížnost patří mezi několik málo českých nejlepších semifinalistek, nejlépe si vedla na Světových pohárech. Za své výkony se nominovala na několik prestižních závodů třídy Masters v boulderingu, kde získala zlatou i stříbrnou medaili. V roce 2004 ukončila závodní kariéru na světových závodech kvůli narození syna, ale s lezením nepřestala.
V roce 2001 získala v Birminghamu první českou (bronzovou) medaili ze Světového poháru v boulderingu, jako druhý český závodník s medailí ze Světového poháru ve sportovním lezení vůbec i jako první česká žena v letech 1989-2015 (Češi celkově jedenáct medailí). V roce 2003 získala v Edinburghu opět bronz v boulderingu. Z českých žen získala poté další medaili na Světovém poháru už jen Silvie Rajfová (SP La Reunion v roce 2007, bronz v boulderingu). Celkově se na Světovém poháru ve sportovním lezení umístila Věra v boulderingu v letech 1999 (kdy se v této disciplíně začalo závodit) - do roku 2003 na 15., 5., 19., 6. a 5. místě.
Jako první Češka získala v roce 2002 na Mistrovství světa ve sportovním lezení spolu s dalším českým závodníkem (Tomáš Mrázek 2. obtížnost) medaili za 3. místo v boulderingu. Je jedinou českou ženskou medailistkou, v letech 1992-2015 získali spolu s ní desítku medailí pouze tři muži, z toho v boulderingu již pouze dvě stříbrné Adam Ondra.
Je třetím českým lezcem, první a jedinou ženou, která získala medaili z Mistrovství světa ve sportovním lezení v letech 1991-2014 (3. místo v boulderingu v roce 2005 v Mnichově). V tomto období získalo celkem šest českých závodních lezců dohromady čtrnáct medailí z Mistrovství světa ve sportovním lezení, z toho v boulderingu získala Věra první českou medaili ze čtyř českých v této disciplíně.

## Významné úspěchy
- nominace na několik prestižních závodů třídy Masters
- nejlepší sportovní lezkyně roku 2001; komise sportovního lezení ČHS (spolu s Tomášem Mrázkem)[1]

### Závodní výsledky

#### lezení na obtížnost
- 1999, MS Birmingham, 20. místo
- 2000, ME Mnichov, 21.-22. místo
- 1999, SP celkově, 22.-23. místo
- 2000, SP celkově, 21.-23. místo
- 2001, SP celkově, 24. místo
- 2002, SP celkově, 68.-72. místo

- 1998, SP Courmayeur, 33. místo
- 1998, SP Kranj, 33. místo
- 1999, SP Wiener Neustadt, 26. místo
- 1999, SP Lipsko, 16. místo
- 1999, SP Kranj, 18. místo
- 2000, SP Chamonix, 31. místo
- 2000, SP Nantes, 15. místo
- 2000, SP Kranj, 10. místo
- 2001, SP Aprica, 10. místo
- 2001, SP Kranj, 18. místo
- 2002, SP Lecco, 29. místo

- 2000, MČR Praha Brumlovka, 1. místo
- 2001, MČR Praha Brumlovka, 1. místo
- 2002, MČR Praha Ruzyně, 2. místo[2]
- 1999, ČP celkově, 1. místo
- 2000, ČP celkově, 1. místo
- 2001, ČP celkově, 3. místo

#### bouldering
- 2001, SP Birmingham, 3. místo

- druhý český závodník s medailí ze SP; první česká žena s medailí ze SP; první česká medaile z boulderingu na SP
- 2002, ME Chamonix, 3. místo[3][4]

- první česká medaile na ME i v boulderingu na ME, jediná česká medailistka na ME
- 2005, MS Mnichov, 3. místo[5][6]

- třetí česká medaile na MS, první česká medaile v boulderingu na MS, jediná česká medailistka na MS
- 2003, MS Chamonix, 6. místo[7][8]

- 1999, SP celkově, 15. místo
- 2000, SP celkově, 5. místo
- 2001, SP celkově, 19. místo
- 2002, SP celkově, 6. místo
- 2003, SP celkově, 5. místo

- 1999, SP Val d'Isere, 12. místo
- 1999, SP Chamonix, 15. místo
- 1999, SP Bardonecchia, 15. místo
- 1999, SP Cortina, 8. místo
- 1999, SP Grenoble, 21. místo
- 2000, SP Milau, 5. místo
- 2000, SP Chamonix, 5. místo
- 2000, SP Mnichov, 6. místo
- 2000, SP Grenoble, 15. místo
- 2000, SP Rovereto, 5. místo
- 2003, SP Fiera di Primiero, 7. místo
- 2003, SP Lecco, 5. místo
- 2003, SP Rovereto, 7. místo
- 2003, SP Yekaterinburg, 8. místo
- 2003, SP Fiera di Primiero, 5. místo
- 2003, SP Lecco, 11. místo
- 2003, SP Argentiere, 7. místo
- 2003, SP Rovereto, 7. místo
- 2003, SP Edinburgh, 3. místo

- druhá česká medaile v boulderingu a druhá ženská medaile v závodu SP; celkově osmá česká medaile ze závodu SP
- 2003, MČR Brno, 1. místo
- 2005, MČR Praha SmíchOff, 1. místo
- 2006, MČR Praha Václavské nám., 1. místo
- 2008, MČR Praha Václavské nám., 1. místo
- 2003, ČP celkově 1. místo
- další závody ČP (nezpracováno)
- 1996, Mejcup (Brno), 1. místo na prvním ročníku
- 2008, Mejcup (Brno), 2. místo

#### rychlost
- 2000, SP Nantes, 16. místo
- 2000, SP celkově, 20. místo

#### závody Masters
- 2000, Arco Rockmaster (bouldering), 6.-8. místo (16 závodnic)[9]
- 2002, L'Argentière (bouldering), 14.-15. místo (36 závodnic)
- 2002, Arco Rockmaster (bouldering), 6. místo (poslední)
- 2003, Boulder Master Birmingham (bouldering), 2. místo (14 závodnic)[10]
- 2003, Master/Event of Daroca, Zaragosa (bouldering), 1. místo (8 závodnic)
- 2003, Boulder Masters Grenoble (bouldering), 11. místo (z 22 závodnic)
- 2003, Arco Rockmaster (bouldering), 6. místo (poslední)

### Sportovní výstupy na skalách
- 1998, Hradní spára 10-, Moravský kras
- 2006, Curlo 10-
- 2006, Dračí krev 9+/10-
- 2006, Teletubies 9+
- 2006, Phar lap 9+

### Bouldering
- Dívčí válka SD 7C+
- Pudem spodem
- Indirectly direct
- Zrádná zkratka